# Азамбужа
Азамбу́жа (порт. Azambuja; МФА: [ɐ.zɐ̃.ˈbu.ʒɐ]) — муніципалітет і містечко в Португалії, в окрузі Лісабон. Розташований у західній частині країни, на теренах історичної португальської провінції Ештремадура. Належить до Лісабонського патріархату Католицької церкви в Португалії. Права міського самоврядування має з 1200 року. Поділяється на 7 парафій. За адміністративним поділом, чинним до 1976 року, був складовою провінції Рібатежу. Площа муніципалітету — 262,66 км², населення муніципалітету — 21814 ос. (2011); густота населення — 83,05 осіб/км²
. Патрон — Діва Марія. Святковий день муніципалітету — 1-й четвер після Вознесіння. Поштовий індекс — 2050, 2065.  Код місцевої адміністративної одиниці — 1103. Складова статистичного регіону Алентежу.

## Географія
Азамбужа розташована на заході Португалії, на сході округу Лісабон.
Азамбужа межує на півночі з муніципалітетом Ріу-Майор, на північному сході — з муніципалітетом Сантарен, на сході — з муніципалітетом Карташу, на південному сході — з муніципалітетом Салватерра-де-Магуш, на півдні — з муніципалітетами Віла-Франка-де-Шира і Бенавенте, на заході — з муніципалітетами Аленкер і Кадавал.

## Історія
Ще у середині 12 століття Азамбужа була відбита у маврів першим португальським королем Афонсу І.
1200 року португальський король Саншу I надав Азамбужі форал, яким визнав за поселенням статус містечка та муніципальні самоврядні права.

## Населення
| Кількість мешканців | Кількість мешканців | Кількість мешканців | Кількість мешканців | Кількість мешканців | Кількість мешканців | Кількість мешканців | Кількість мешканців | Кількість мешканців | Кількість мешканців | Кількість мешканців | Кількість мешканців | Кількість мешканців | Кількість мешканців | Кількість мешканців |
| ------------------- | ------------------- | ------------------- | ------------------- | ------------------- | ------------------- | ------------------- | ------------------- | ------------------- | ------------------- | ------------------- | ------------------- | ------------------- | ------------------- | ------------------- |
| 1864                | 1878                | 1890                | 1900                | 1911                | 1920                | 1930                | 1940                | 1950                | 1960                | 1970                | 1981                | 1991                | 2001                | 2011                |
| 7 691               | 9 233               | 10 409              | 11 446              | 12 729              | 11 037              | 14 035              | 15 776              | 18 160              | 18 218              | 17 585              | 19 768              | 19 568              | 20 837              | 21 814              |

## Парафії
- Алкуентре
- Авейраш-де-Байшу
- Авейраш-де-Сіма
- Азамбужа
- Вале-ду-Параїзу
- Віла-Нова-да-Раїня
- Віла-Нова-де-Сан-Педру
- Маніке-ду-Інтенденте
- Масусса

## Економіка, побут, транспорт
Економіка району представлена сільським господарством, харчовою промисловістю, а також автомобілебудуванням (завод Opel).
Серед архітектурних пам'яток головне місце займає церква «матріж» з 500-літньою історією, яка розташована у центрі селища Азамбужі.
Селище як і муніципалітет в цілому має добре розвинуту транспортну мережу, з'єднане з Лісабоном залізницею (Лінія Азамбужі) і платною швидкісною автомагістраллю А-1.

## Галерея

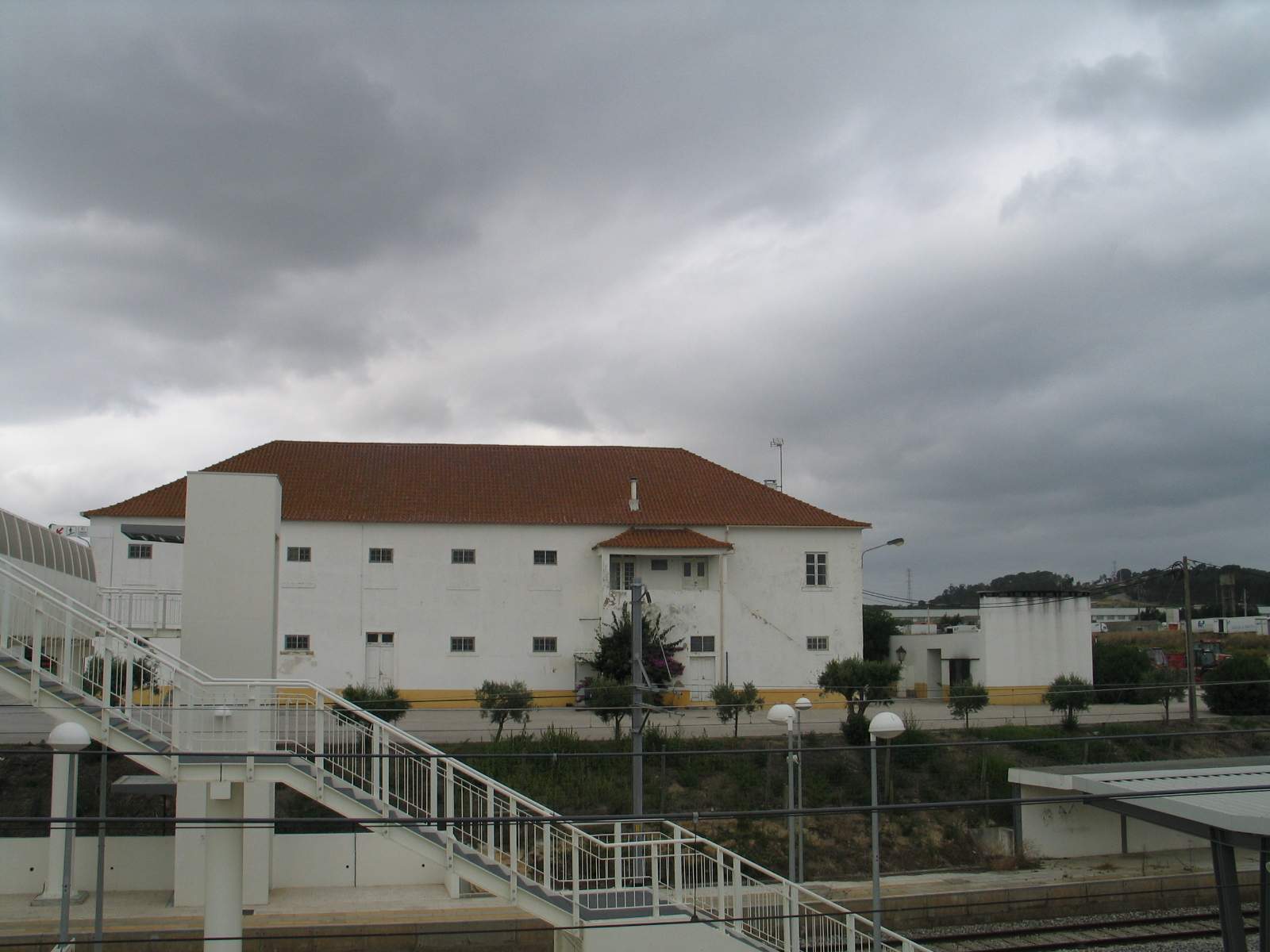
Віла-Нова-да-Раїнья — Авіаційне училище
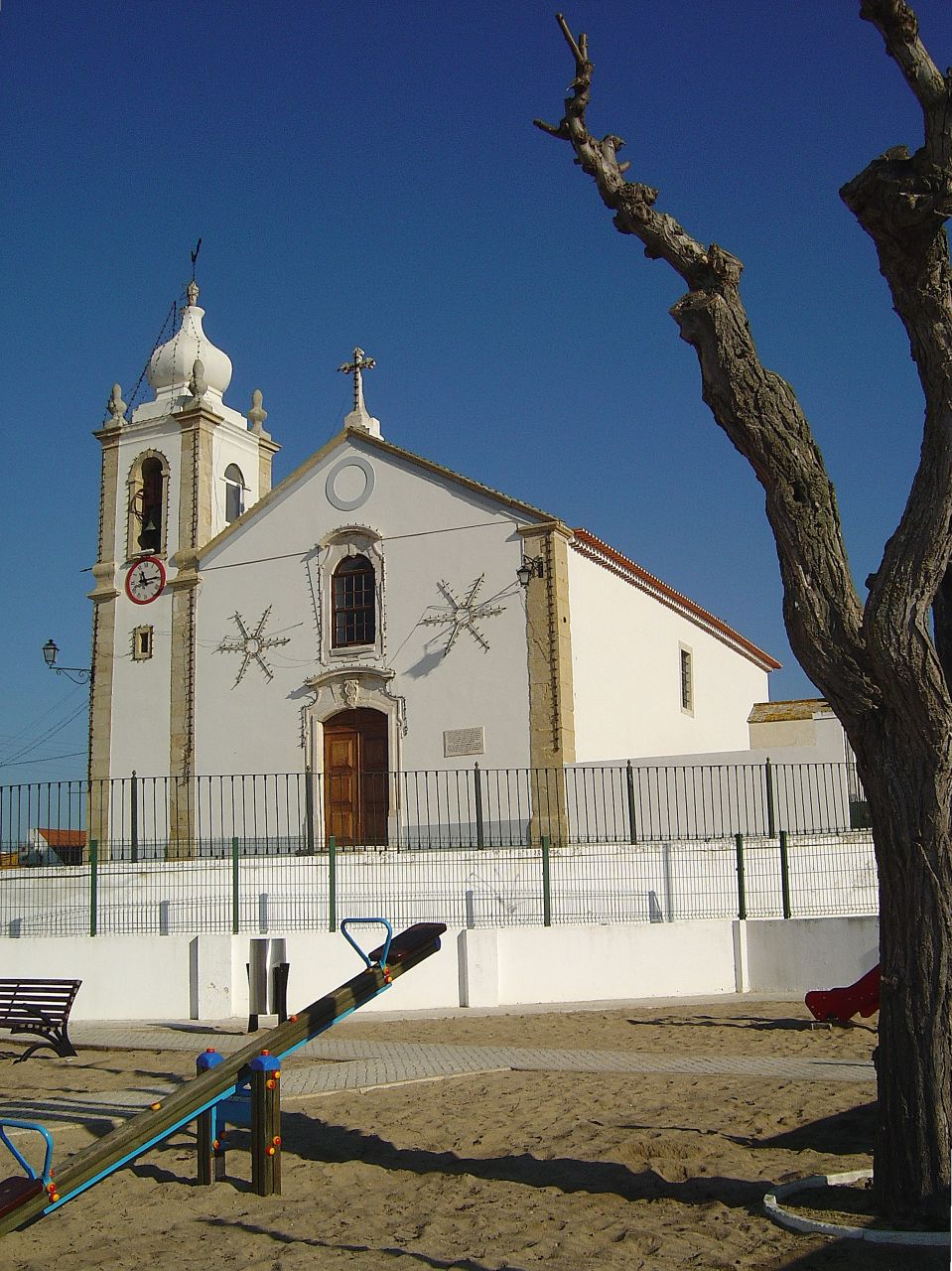
Віла-Нова-да-Раїнья — церква